# Veldslagen bij Meerhout

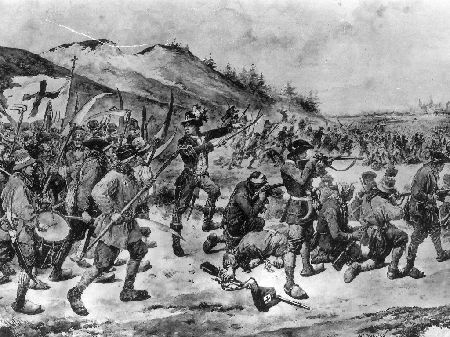
Tekening van Slag bij Meerhout door Jos Ratinckx.

Drie veldslagen bij Meerhout vonden plaats op 5, 11 en 22 november 1798 in de Kempense gemeente Meerhout, tijdens de Boerenkrijg. Hierbij kwam de Vlaamse bevolking in opstand tegen het Franse bewind.

## Verloop

### Voorgeschiedenis
Toen tijdens het Frans bewind de algemene dienstplicht werd ingevoerd, braken er over heel Vlaanderen en Luxemburg opstanden uit. In Meerhout meldden in totaal 39 opstandelingen zich aan bij het verzetsleger. Deze 39 opstandelingen werden geleid door kapitein Jan Grietens en sergeant Ferdinand Jacobus Du Moulin.

### Eerste Slag bij Meerhout
De eerste en kleinste veldslag bij Meerhout vond plaats op 5 november 1798. Hier weten de brigands het Franse garnizoen en gendarmen uit Meerhout te verjagen. De brigands winnen in Meerhout de veldslag tegen de Fransen.

### Tweede Slag bij Meerhout
Na het verliezen van enkele veldslagen in Vlaams-Brabant trekken de brigands richting Mol om zich te hergroeperen. Generaal Chabert van de Fransen wil de boeren definitief verslaan met 350 manschappen en trekt naar Mol om het te veroveren van de brigands om zich vervolgens te voegen bij generaals Jardon en Latour in Geel. De brigands trekken onder leiding van Emmanuel Van Gansen naar Meerhout om de Fransen hier te confronteren. Van Gansen bouwt heel wat fortificaties in de dorpskom van Meerhout om de Fransen tegen te houden.
De brigands weten de Franse aanvallen twee keer terug te slaan, vervolgens veroveren ze de artillerie van de Fransen en nemen generaal Chabert gevangen. Beide werden echter terugveroverd door de huzaren van generaal Chabert. Toen Chabert werd bevrijd, trok hij zijn leger terug. De Tweede Slag bij Meerhout was een overwinning voor de brigands. De Fransen hebben hier een zware nederlaag geleden. De rapporten schrijven dat de Fransen zeven karren lijken hadden. Omdat dit een van de weinige grote overwinningen was van de brigands werd er zelfs een lied geschreven over deze veldslag.

### Plundering van Meerhout
Op 18 november keert generaal Chabert terug naar Meerhout via het gehucht Gestel om wraak te nemen. Hij plundert met 500 soldaten de dorpskom en steekt diverse huizen in brand. Hierbij zullen zestien burgers sterven.

### Derde Slag bij Meerhout
De Derde Slag bij Meerhout vond op 22 november plaats en is de laatste slag van de Boerenkrijg in de Antwerpse Kempen. Na het verliezen van het Beleg van Diest trekken de verzetsleiders Corbeels en Meulemans met hun leger naar Mol. Hier werden ze met een verrassingsaanval van de Fransen geconfronteerd onder leiding van generaal Riveaud. De brigands vluchten naar het zuiden, terwijl de Fransen hen achtervolgen. Ook worden er Franse legers vanuit Geel en Beringen richting de brigands gestuurd, om deze te omsingelen. Riveaud zijn leger weet de vluchtenden te confronteren in Hulsen, wat toen tot Meerhout behoorde, maar nu tot de gemeente Balen behoort.
In Hulsen verschuilen de brigands zich in huizen en achter de muur van het plaatselijk kerkhof. Hier weten nog zevenhonderd van hen stevig weerstand te bieden tegen de Fransen. Ze lijden echter zware verliezen. Volgens het verslag van generaal Riveaud moesten de brigands een kwartier langer stand hebben gehouden, zouden ze vernietigd zijn geweest door het aankomende leger van generaal Latour dat vanuit Geel vertrokken was. Vervolgens staat vermeld dat er maar liefst tweehonderd gesneuveld zijn, acht karren levensmiddelen, acht vaten buskruit en achthonderd geweren zouden in beslag zijn genomen. Hoogstwaarschijnlijk zijn de aantallen overdreven aangezien deze verslagen vaak als propaganda dienden. Nadien vestigt generaal Riveaud zich in Meerhout om een klopjacht te houden op de gevluchte brigands, hij wist echter geen enkele meer te vinden.

## Monument en herinnering
Aan het Pastoor Van Haechtplein in Meerhout staat het beeld 'aan de martelaars van 1798' ter nagedachtenis van de 200 brigands die gesneuveld zijn bij de Derde Slag bij Meerhout. Het beeldhouwwerk dateert uit 1898 en is ontworpen door de Antwerpenaars Cockerols en Deckers. De vredesengel blikt naar de tombe waar de beenderen van de gesneuvelde Brigands uit de Boerenkrijg zouden moeten rusten, maar toen die in 1946 aan de voet van de kerkentoren werden ontgraven om in de tombe bijgezet te worden, kon men geen beweging in het deksel krijgen. Een kistje met restanten werd dan maar voor de tombe ingegraven.
Er bestaat ook een tekening over één van de veldslagen bij Meerhout van Jos Ratinckx. Het werk dateert uit 1898 en hangt nu in het Drossaardhuis in Meerhout.